# Edward Smyth
Edward Smyth (Meath, 1749 - Dublín, 2 de agosto de 1812) fue un escultor irlandés. 

## Trayectoria
Hijo de un picapedrero, Smyth nació en Meath, Irlanda. Sus primeros trabajos los realizó como empleado de Henry Darley, quien a su vez era empleado del arquitecto James Gandon. Este último, impresionado por las obras de Smyth le ofreció trabajo como escultor en The Custom House y como asistente de todos sus proyectos en Dublín. Estos proyectos incluían Four Courts, Irish House of Lords y King's Inns. 
También fue empleado por el arquitecto Francis Johnston. Esculpió las tallas de las cabezas en el exterior de la Capilla Real del Castillo de Dublín, trabajo que realizó hasta su fallecimiento y que continuó su hijo John.
Smyth fue el primer maestro de la Dublin Society School of Modeling and sculpture. Falleció repentinamente el 2 de agosto de 1812, en su domicilio de Dublín. Su hijo, John Smyth, era también escultor y le sucedió como maestro de modelado en la Escuela de Dublín.